# Corynoptera simonae
Corynoptera simonae är en tvåvingeart som beskrevs av Hans-Georg Rudzinski 1991. Corynoptera simonae ingår i släktet Corynoptera och familjen sorgmyggor.
Artens utbredningsområde är Frankrike. Inga underarter finns listade i Catalogue of Life.